# Макнил, Майкл
Майкл Макнил (англ. Michael McNeil; род. 7 февраля 1940, Мидлсбро, Англия) — английский футболист, защитник.

## Клубная карьера
Макнил родился в Мидлсбро, где после окончания учёбы его навыки заметили, и он подписал контракт с «Мидлсбро».
Он дебютировал за «Мидлсбро» в возрасте 18 лет. Вскоре он потерял место, но в следующем сезоне перешёл на позицию левого защитника и занял эту позицию, сохранив её за собой на следующие два сезона.
Появление других талантов в клубе новых игроков привело к тому, что Макнил переместился с линии обороны в центр обороны.
В 1964 году Макнил был продан в «Ипсвич Таун», что повлекло насмешки болельщиков над «Мидлсбро».
Завершил свою карьеру футболиста Макнил в 1976 году в клубе «Кембридж Сити».

## Карьера в сборной
Когда «Мидлсбро» выступал во втором дивизионе, Макнил был вызван в национальную сборную Англии, поскольку уже представлял команду до 23 лет.
Провёл в национальной команде 9 матчей.